# Instytut Handlu Wewnętrznego i Usług
Instytut Handlu Wewnętrznego i Usług – jednostka organizacyjna Ministra Handlu Wewnętrznego i Usług mająca na celu prowadzenia prac naukowo-badawczych w zakresie funkcjonowania rynku i kształtowania konsumpcji. 

## Powołanie instytutu
Na podstawie zarządzenie Prezesa Rady Ministrów z 1976 r. w sprawie połączenia Instytutu Handlu Wewnętrznego i Instytutu Ekonomiki Usług i Drobnej Wytwórczości w Instytut Handlu Wewnętrznego i Usług.  ustanowiono Instytut. Powołanie instytutu pozostawało w związku z  obwieszczenie Ministra Nauki, Szkolnictwa Wyższego i Techniki z 1975 r. w sprawie ogłoszenia jednolitego tekstu ustawy z dnia 17 lutego 1961 r. o instytutach naukowo-badawczych.
Zwierzchni nadzór na Instytutem sprawował Minister Handlu Wewnętrznego i Usług.

## Działania  Instytutu
Przedmiotem działania Instytutu było prowadzenie prac naukowo-badawczych, rozwojowych, usługowych o charakterze naukowo-badawczym lub rozwojowym oraz wdrożeń w zakresie:
- organizacji, zarządzania i techniki handlu oraz usług,
- ekonomiki handlu i usług,
- badań rynku i kształtowania konsumpcji.

## Działanie Instytutu z 1985 r.
Na podstawie zarządzenie Prezesa Rady Ministrów z 1983 r. zmieniające zarządzenie w sprawie połączenia Instytutu Handlu Wewnętrznego i Instytutu Ekonomiki Usług i Drobnej Wytwórczości w Instytut Handlu Wewnętrznego i Usług ustanowiono Instytut Rynku Wewnętrznego i Konsumpcji.
Ponadto rozszerzono działania o:
- funkcjonowanie rynku i rynkowych uwarunkowań rozwoju gospodarczego,
- prognozowania popytu oraz programowania i planowania konsumpcji towarów i usług,
- organizacji rynku i efektywności funkcjonowania przedsiębiorstw, których procesy produkcji, obrotu towarowego i usług służą bezpośrednio zaspakajaniu społecznych potrzeb konsumpcyjnych.

## Ustanowienie Instytutu Badań Rynku, Konsumpcji i Koniunktur z 2006 r.
Na podstawie rozporządzenie Ministra Gospodarki z 2006 r. w sprawie połączenia Instytutu Rynku Wewnętrznego i Konsumpcji oraz Instytutu Koniunktur i Cen Handlu Zagranicznego ustanowiono Instytut Badań Rynku, Konsumpcji i Koniunktur.
Nadzór nad Instytutem sprawuje minister właściwy do spraw gospodarki.

## Przedmiot działania Instytutu
Przedmiotem działania Instytutu jest:
- prowadzenie badań naukowych i prac badawczych związanych z funkcjonowaniem rynku;
- prowadzenie działalności szkoleniowej, normalizacyjnej, ochrony własności patentowej oraz informacji naukowo-technicznej;
- prowadzenie współpracy krajowej i międzynarodowej z jednostkami naukowo-badawczymi, stowarzyszeniami i instytucjami w zakresie przedmiotowych działań oraz upowszechnianie wyników badań.